# L'Entreprenant M. Duck
Série Donald Duck
Pour plus de détails, voir Fiche technique et Distribution.
L'Entreprenant M. Duck (Mr. Duck Steps Out) est un court métrage d'animation américain des studios Disney avec Donald Duck, sorti le 7 juin 1940.
Ce dessin animé marque la première apparition sous son nom de Daisy Duck, la fiancée de Donald Duck.

## Synopsis
Donald tente d'avoir un rendez-vous amoureux avec Daisy mais c'est sans compter ses neveux, Riri, Fifi et Loulou. Donald visite la maison de son nouvel amour pour sa première date connue. Donald a essayé de la courtiser et de la prendre dans ses bras, mais au début, Daisy fait preuve de timidité et tourne le dos à sa visiteuse. Mais Donald remarque rapidement que les plumes de sa queue prennent la forme d’une main et lui indiquent de s’approcher. Mais leur temps seul est bientôt interrompu par Riri, Fifi et Loulou qui viennent de suivre leur oncle et lui font clairement concurrence pour attirer l’attention de Daisy. Donald tente de les éloigner en leur offrant une glace mais ce n'est que le début des mésaventures.

## Fiche technique
- Titre original : Mr. Duck Steps Out
- Titre français : L'Entreprenant M. Duck
- Série : Donald Duck
- Réalisation : Jack King
- Scénario : Carl Barks
- Animation : Jim Armstrong, Dick Lundy, Don Towsley, Judge Whitaker
- Musique : Oliver Wallace
- Production : Walt Disney
- Société de production : Walt Disney Productions
- Société de distribution : RKO Radio Pictures
- Format : Couleur (Technicolor) - 1,37:1 - Son mono (RCA Sound System)
- Durée : 8 min
- Langue : Anglais
- Pays de production :  États-Unis
- Date de sortie : 
  - États-Unis : 7 juin 1940

## Voix originales
- Clarence Nash : Donald Duck / Daisy Duck / Huey (Riri) / Dewey (Fifi) / Louie (Loulou)

## Voix françaises
- Sylvain Caruso : Donald Duck, Riri, Fifi et Loulou
- Séverine Morisot : Daisy Duck

## Commentaires
- Daisy était déjà apparue dans le court métrage Don Donald (1937) sous le nom de Donna Duck.
- Le titre français du film est une référence à L'Entreprenant Monsieur Petrov (Shall we dance), film musical de Mark Sandrich avec Fred Astaire et Ginger Rogers sorti en 1937.

## Titre en différentes langues
- Suède[2] : Kalle Ankas frieri

## Sorties DVD
- Les Trésors de Walt Disney : Donald de A à Z, 1re partie (1934-1941).